# Leglock
Leglock  ou chave de perna é um tipo de golpe que dirigido às articulações da perna, tais como tornozelo, joelho ou quadril. A chave de perna direcionada às articulações dos pés pode ser chamada de chave de pés  ou foot lock, e a chave direcionada aos quadris chama-se chave de quadril ou hip lock.

## Descrição e restrições
As chaves de pernas estão, nos mais variados níveis de restrição,  em esportes de combate, como sambo, jiu-jitsu brasileiro, catch wrestling, artes marciais mistas (MMA), shootwrestling e submission wrestling, embora seja proibida em esportes como o judô.
Tal como acontece com outras chaves, as chaves de perna são mais eficazes quando o corpo é usado como uma alavanca. Alguns golpes usam as grandes articulações  do joelho ou do quadril e envolvem a utilização de uma alavancagem para neutralizar os grupos musculares maiores, enquanto outros atacam diretamente ligamentos no joelho ou nas pequenas articulações do tornozelo. As Chaves de Perna podem envolver posições de controle, como o “triângulo de perna para dentro” ou “nó de perna” para manter o controle durante a aplicação do ataque ou a transição entre dois ataques, apesar de algumas posições de serem proibidas em competições de Jiu-jitsu brasileiro. A academia do mestre Oswaldo Fadda destacava-se pelo uso das chaves de perna. O lutador de MMA, Rousimar "Toquinho" Palhares, é um especialista nesta forma de finalização.

## Variações
Alguns exemplos dos muitos tipos de chaves de perna  são encontrados abaixo. 

### Chave de joelho

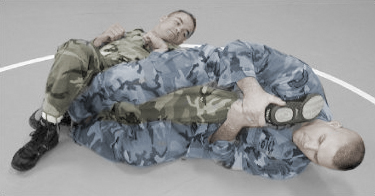
Chave de Joelho

A Chave de Joelho, ou knee bar (também conhecido como straight legbar), é uma chave de perna de que superextensão do joelho. A chave de joelho básica é feita de maneira parecida do armbar ao segurar a perna do adversário entre as pernas e os braços de modo que o joelho do oponente aponte para o corpo do autor. Ao empurrar os quadris para frente, a perna do adversário é esticada e alavancada ainda mais estendendo o joelho. A variação da chave de joelho é feita de forma semelhante, mas em vez de segurar a perna com as mãos, o pé do oponente é empurrado por trás de uma axila. Puxando o ombro para trás e empurrando os quadris para frente, uma maior quantidade de força é aplicada ao joelho, e o bloqueio se torna muito mais difícil escapar.

### Ankle lock
Um ankle lock ou Chave de Tornozelo (ocasionalmente chamada de  shin lock)
é uma chave de perna que é aplicada no tornozelo, normalmente hiper-estendendo as articulações do talocrural. Chaves de tornozelo são muitas vezes aplicados de forma que, simultaneamente, façam uma compressão no tendão de Aquiles, e às vezes também para o músculo da panturrilha. 

### Toe hold
Um toe hold ou Chave de Dedo envolve o uso das mãos para hiper-estender ou hiper-rodar o tornozelo, tipicamente, agarrando o pé e torcendo ou empurrando enquanto controla a perna do adversário. 

### Heel hook

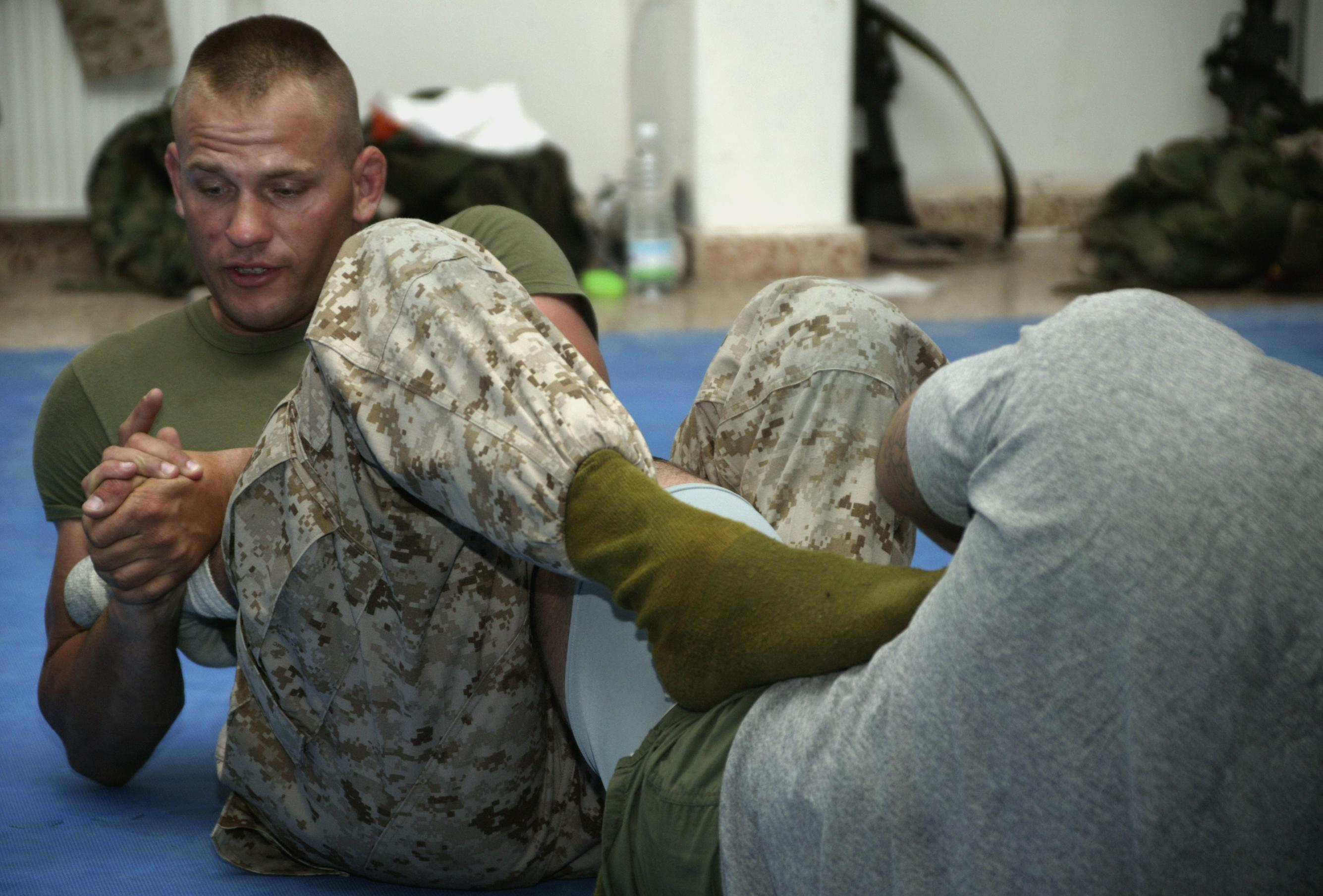
Chave de Calcanhar

Um heel hook ou Chave de Calcanhar é um bloqueio da perna que afetam múltiplas conjunções, e é aplicado transversalmente torcer o pé lateralmente. A chave de calcanhar é geralmente considerada um bloqueio perna muito perigoso, com um alto índice de lesões, especialmente nos ligamento do joelho. Posteriormente, foi banido em muitos esporte de combates como o BJJ  e o  Sambo. A chave de tornozelo é, entrementes, permitida em competições de finalização e MMA.

### Mais referências
1. ↑  «Cópia arquivada». Consultado em 28 de julho de 2011. Arquivado do original em 9 de agosto de 2013
2. ↑  International Judo Federation. IJF Referee Rules Arquivado em 15 de abril de  2012, no Wayback Machine.. www.ijf.org. URL last accessed January 7, 2006.
3. ↑  Fadda Jiu-jitsu - The History of Fadda Jiu-Jitsu. Acessado em 01/11/2013.
4. ↑  International Brazilian Jiu-jitsu Federation (for beginners, not advanced practitioners). Rules. www.cbjj.com.br. URL last accessed February 5, 2006
5. ↑  Amateur Athletic Union. SOMBO competition Arquivado em 19 de fevereiro de  2009, no Wayback Machine.. www.aausports.org. URL last accessed February 4, 2006.

### Instruções de Chaves de Joelho (inglês)
- Knee Bar. Basic knee bar.
- Foot Pull Knee Bar. Kneebar from the half guard position.
- Kneebar Leglock Q & A. Information about common problems in performing kneebars.
- Rolling Kneebar From Tie Up

### Instruções de Chaves de Tornozelo (inglês)
- Achilles Lock. Basic straight ankle lock.
- Quasimodo Shin Lock. An ankle lock that can be performed from the top in the guard.
- Figure 4 Toe Hold. Basic toe hold.
- Knee Crush Toe Hold. A toe hold from the top in the guard
- Tyrone Glover's Toe Hold.

### Instruções de Chaves de Calcanhar (inglês)
- Clinch to Inside Trip to Heel Hook vs. Punching. Basic heel hook.
- Bicep Grip Heel Hook (sic). Variation of the grip in the heel hook
- Heel Hook. Basic inverted heel hook.
- Ankle Pick To Heel Hook. Another inverted heel hook.
- Heel Hook From Your Opponents Guard Heel hook using the legs.